# Piper crassispicatum
Piper crassispicatum är en pepparväxtart som beskrevs av Philipp Filip Maximilian Opiz. Piper crassispicatum ingår i släktet Piper och familjen pepparväxter. Inga underarter finns listade i Catalogue of Life.